# Regione Metropolitana di João Pessoa
La regione metropolitana di João Pessoa si trova nello Stato della Paraíba in Brasile.

## Comuni
Comprende 9 comuni:
| Comune                 | Superficie | Popolazione |
| ---------------------- | ---------- | ----------- |
| Bayeux                 | 31,784     | 92.891      |
| Cabedelo               | 31,265     | 49.728      |
| Conde                  | 172,949    | 19.925      |
| Cruz do Espírito Santo | 195,596    | 15.281      |
| João Pessoa            | 210,551    | 674.762     |
| Lucena                 | 89,202     | 10.943      |
| Mamanguape             | 348,745    | 40.283      |
| Rio Tinto              | 466,397    | 23.023      |
| Santa Rita             | 726,565    | 122.454     |
| Totale                 | 2.273,054  | 1.049.290   |

| Controllo di autorità | VIAF (EN) 6108150325542110090009 |